# Лобода, Василий Яковлевич
Василий Яковлевич Лобода (16.10.1924, Запорожская область — 12.03.1945) — разведчик взвода пешей разведки 269-го гвардейского стрелкового полка, гвардии младший сержант — на момент представления к награждению орденом Славы 1-й степени.

## Биография
Родился 16 октября 1924 года в селе Приазовское, посёлок Приазовского района Запорожской области Украины,. Украинец. Жил в селе Викторовка Генического района Херсонской области Украины. Окончил 7 классов. Работал в колхозе. В начале войны в армию не призывался из-за возраста, был вынужден остаться на оккупированной территории.
В 1943 году был призван в Красную Армию Гениченским райвоенкоматом. С февраля 1944 года участвовал в боях с захватчиками на 3-м Украинском и 1-м Белорусском фронтах. Весь боевой путь прошёл в составе 269-го гвардейского стрелкового полка 88-й гвардейской стрелковой дивизии. Был сначала пулемётчиком, затем воевал в полковой разведке.
В июле 1944 года получил свою первую награду — медаль «За отвагу». При прорыве вражеской обороны в районе села Ведуты первым ворвался во вражеские траншеи и уничтожил до 10 противников.
В бою 19 августа 1944 года на левом берегу реки Висла в районе села Ясенец гвардии младший сержант Лобода заменил выбывшего из строя командира роты, установил связь с командиром батальона и удержал занимаемый рубеж до подхода подкрепления. Подразделение уничтожило свыше 50 вражеских солдат и офицеров.
Приказом по частям 88-й гвардейской стрелковой дивизии от 23 августа 1944 года гвардии младший сержант Лобода Василий Яковлевич награждён орденом Славы 3-й степени.
В ночь на 2 ноября 1944 года в районе города Варка гвардии младший сержант Лобода с группой разведчиков устроил засаду на пути возможного движения противников. С рассветом, обнаружив их, бойцы уничтожили 2 солдат, офицера взяли в плен.
Приказом по войскам 8-й гвардейской армии от 7 декабря 1944 года гвардии младший сержант Лобода Василий Яковлевич награждён орденом Славы 2-й степени.
10 февраля 1945 года в бою по расширению плацдарма на левом берегу реки Одер в районе господствующей высоты юго-западнее станции Рейтвейн гвардии младший сержант Лобода первым поднялся в атаку, увлёк за собой товарищей, уничтожил более 10 противников. Своим геройским поведением способствовал успешному отражению контратаки противника.
Был повторно представлен к награждению орденом Славы 2-й степени, хотя в наградном листе уже были сведения о награждении этим орденом. Командиром 28-го гвардейского стрелкового корпуса статус награды был повышен до ордена Славы 1-й степени. 30 марта наградной лист подписал командующий 8-й гвардейской армией, но к тому времени разведчика уже не было в живых.
12 марта 1945 года гвардии младший сержант Лобода погиб в бою. Был похоронен на юго-западной окраине станции Рейтвейн, в 1947 году перезахоронен в братской могиле советского воинского кладбища у подножия Райтвейнского холма.
Указом Президиума Верховного Совета СССР от 31 мая 1945 года за образцовое выполнение боевых заданий командования на фронте борьбы с немецкими захватчиками и проявленные при этом доблесть и мужество гвардии младший сержант Лобода Василий Яковлевич награждён орденом Славы 1-й степени. Стал полным кавалером ордена Славы.
Награждён орденами Славы 3-х степеней, медалью «За отвагу».